# Ђурђевска скупштина у Београду
Ђурђевска скупштина у Београду је одржана 11. маја 1816.

## Ђурђевска скупштина у Београду
Свршивши питање разреза пореза за следеће полгође и преглед рачуна за полгође које је прошло, учесници ове скупштине, како је био обичај, отишли су у град да поздраве царског везира Марашли Али-пашу који им је саопштио неколико фермана који су стигли из Цариграда. Тим ферманима Порта је давала народу одговор на његове молбе.
По завршеном послу, кнез Милош стане оптуживати Петра Молера, једнога од најугледнијих људи Првог устанка и „надзоритеља“ Народне канцеларије у Београду да је проневерио велику суму народног новца, да је Милошу радио о глави опадајући га код везира и да је, преко својих људи, радио на томе да Србију доведе под аустријску власт. Из тога разлога Милош је скупштини понудио своју оставку. Тим поводом скупштина је Молера осудила на смрт али га је морала на тражење везира Марашлије предати турским властима у град. Везир је нешто доцније наредио да Молер буде удављен, што је и извршено неколико дана доцније. Историјски је утврђено да Милошева оптужба против Молера није била оправдана, бар не у ономе делу своме који је мотивисан велеиздајом.